# Ixtaczoquitlán

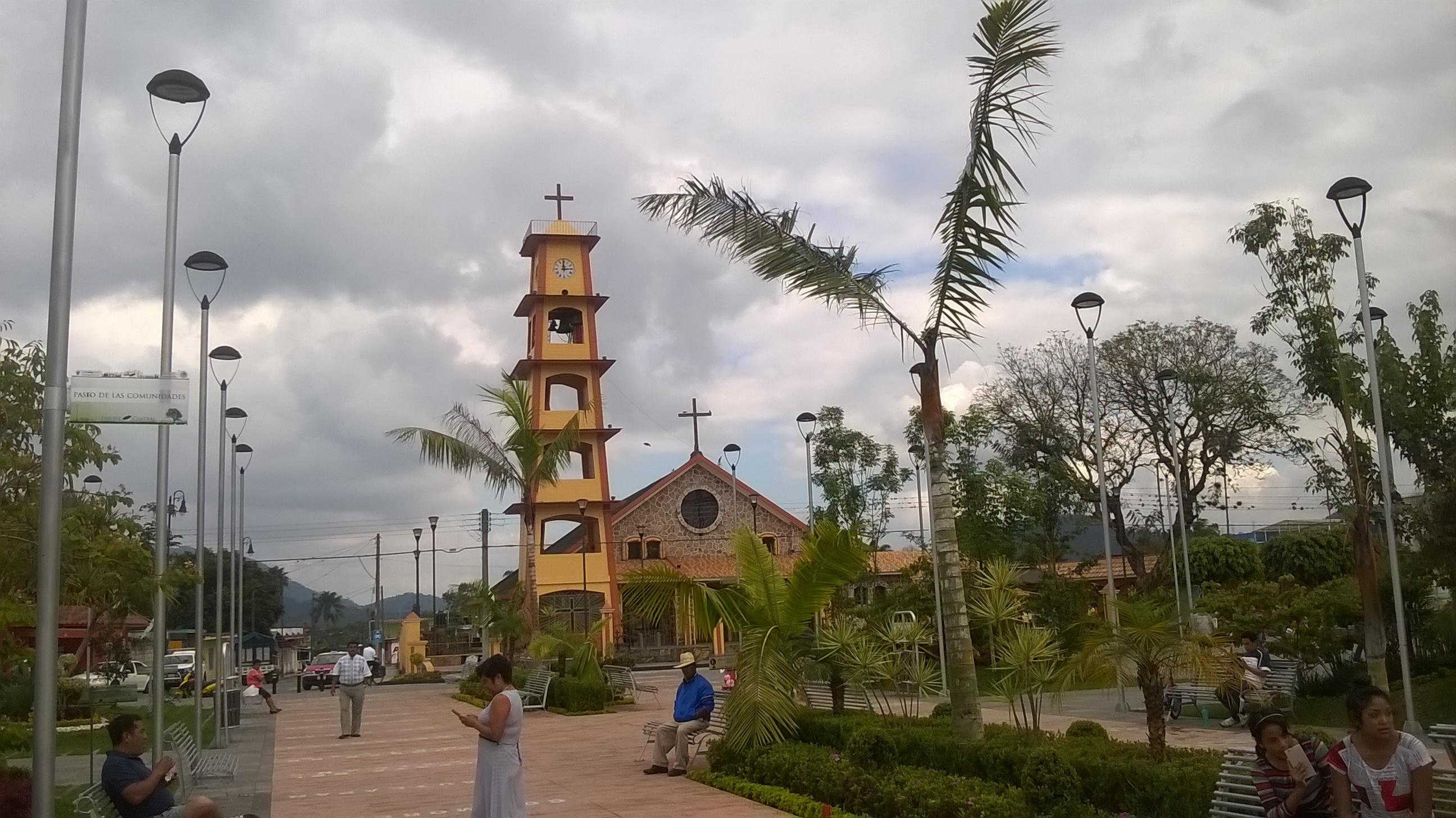
Ixtaczoquitlán

Ixtaczoquitlán é uma municipalidade importante do estado de Veracruz, México, dividido pela autoestrada ao norte (Veracruz), próximo a Cordova e a Orizaba.
Ixtaczoquitlan é um dos territórios mais extensivos de Veracruz, com uma área de 114.33 km².